# Lavangi (comida)
Lavangi es un plato nacional de la cocina de Azerbaiyán, Irán y Turquía. Es un pez o un pollo relleno con nueces, cebollas y varias especias y cocido al horno. 
Lavangi es más frecuente en la península de Absheron en Azerbaiyán y en el sur del país: Lankaran, Masalli, Salyan y Neftchala.

## Pez relleno (Balıq Ləvəngisi)

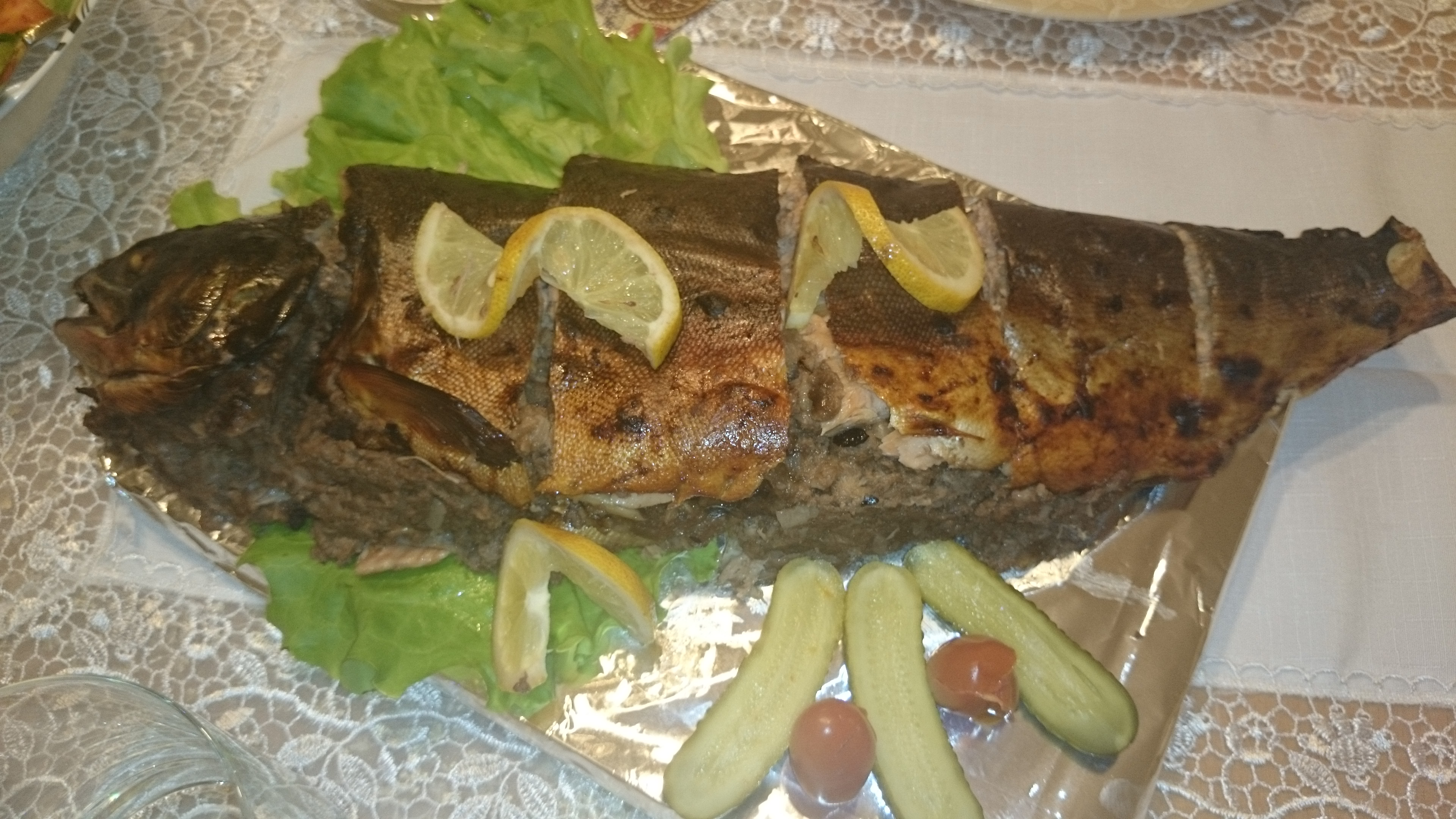
Pez relleno (Balıq Ləvəngisi)

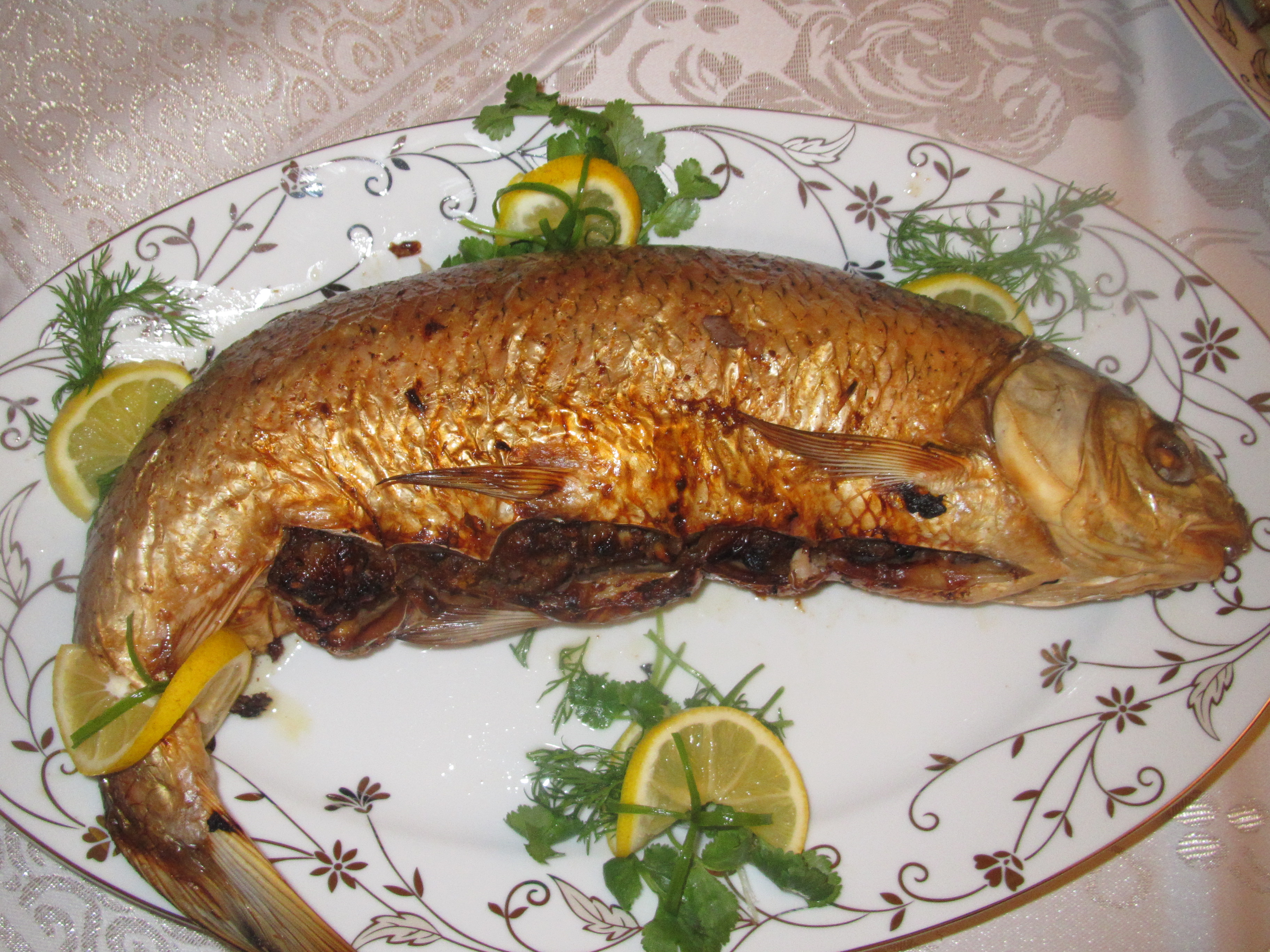
Pez relleno (Balıq Ləvəngisi)

Pez relleno también llamado "Balıq Ləvəngisi" normalmente es preparado para Nouruz. Los peces preferidos son kutum del  Mar Caspio, o carpa del Mar Caspio, pero el pescado blanco también puede ser adecuado.
Los otros condimentos para llenar son la ciruela pasa o la cereza ácida o un jarabe de zumo de granada llamaron "narsharab" ("nar" es el nombre local de granada en Azerbaiyán).
Estos condimentos se añaden a la mezcla con las nueces aplastadas y cebollas picadas, si el pez tiene caviar, estos también se utilizan en el relleno.
El pez relleno se sirve con piezas de limón, pan y "narsharab".

## Pollo relleno (Toyuq Ləvəngisi)

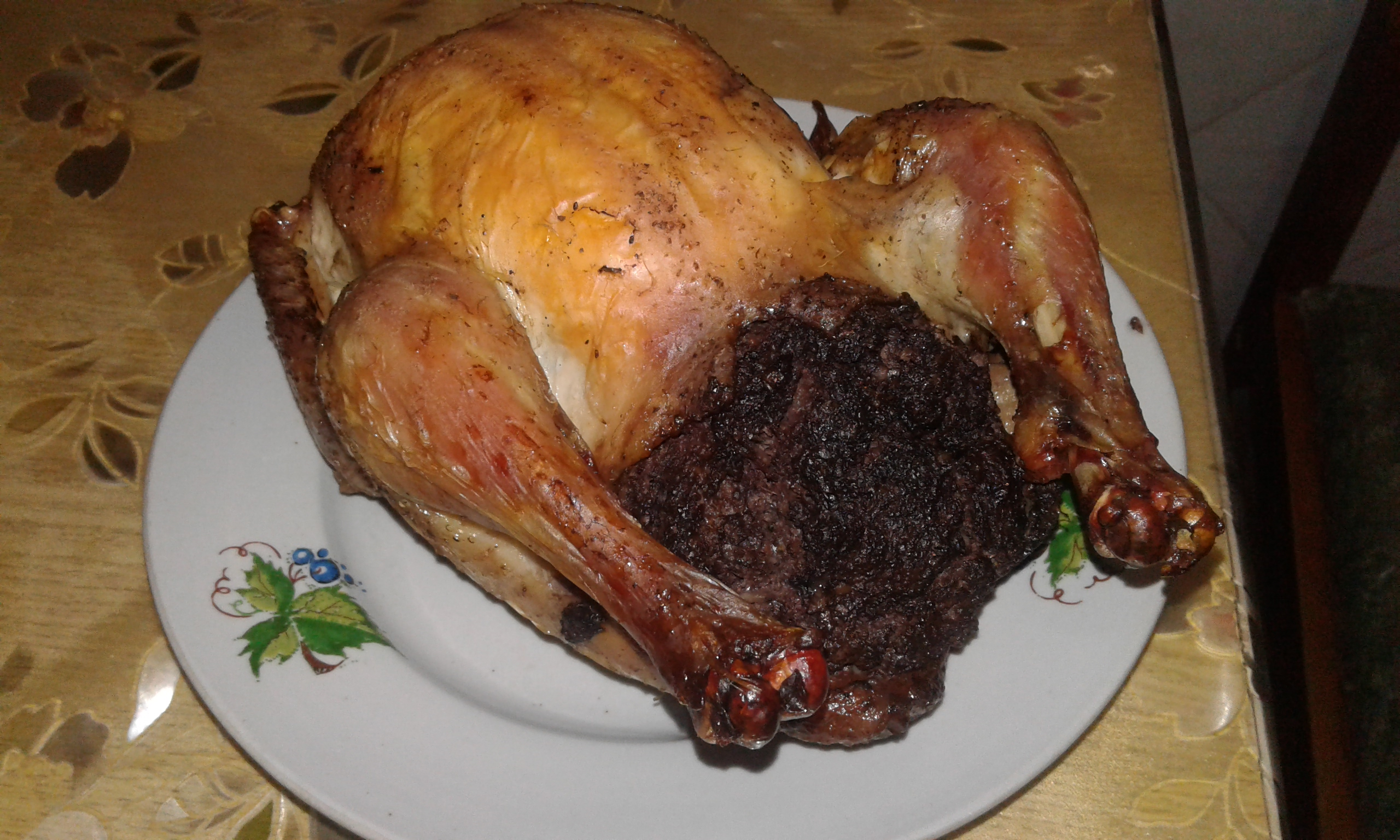
Pollo relleno o (Toyuq Ləvəngisi)

Pollo relleno - "toyuq lavangi" se prepara por la mezcla de cebollas, nueces aplastadas y ciruela pasa (probablemente el tipo de ciruela ácida).
El pollo se mezcla con sal y pimienta y después se rellena con la mezcla y se hornea a temperatura media hasta que esté rojo. Pollo relleno se sirve con piezas de limón y pilaf (arroz).